# SS-Brotfabrik Oranienburg
Die SS-Brotfabrik Oranienburg war ein Betrieb, später ein VEB, in dem bis 1991 Brote hergestellt wurden.

## Lage und Umfeld

Lage der Brotfabrik (2) auf dem Lageplan vom Außenlager Klinkerwerk des KZ Sachsenhausen

Die ehemalige SS-Brotfabrik Oranienburg liegt in der Straße Lehnitzschleuse östlich des Oder-Havel-Kanals, kurz vor dem ehemaligen Außenlager Klinkerwerk in 16515 Oranienburg nahe der Bundesstraße 273, der ehemaligen Reichsstraße 273.
Zwischen der Brotfabrik und dem Klinkerwerk hatte die SS bereits seit 1936 einen Schießplatz betrieben. Da das Gelände nicht bis an den Kanal heranreichte, wurde in der NS-Zeit der Hafen des Klinkerwerks für die Versorgung der Berliner SS-Einheiten genutzt.
Das waldige Reststück zwischen der Bundesstraße 273 und dem Gelände der ehemaligen SS-Brotfabrik Oranienburg wurde „Toteneck“ genannt, weil dort Häftlinge erschossen wurden, welche versucht hatten, zu fliehen.

## Geschichte

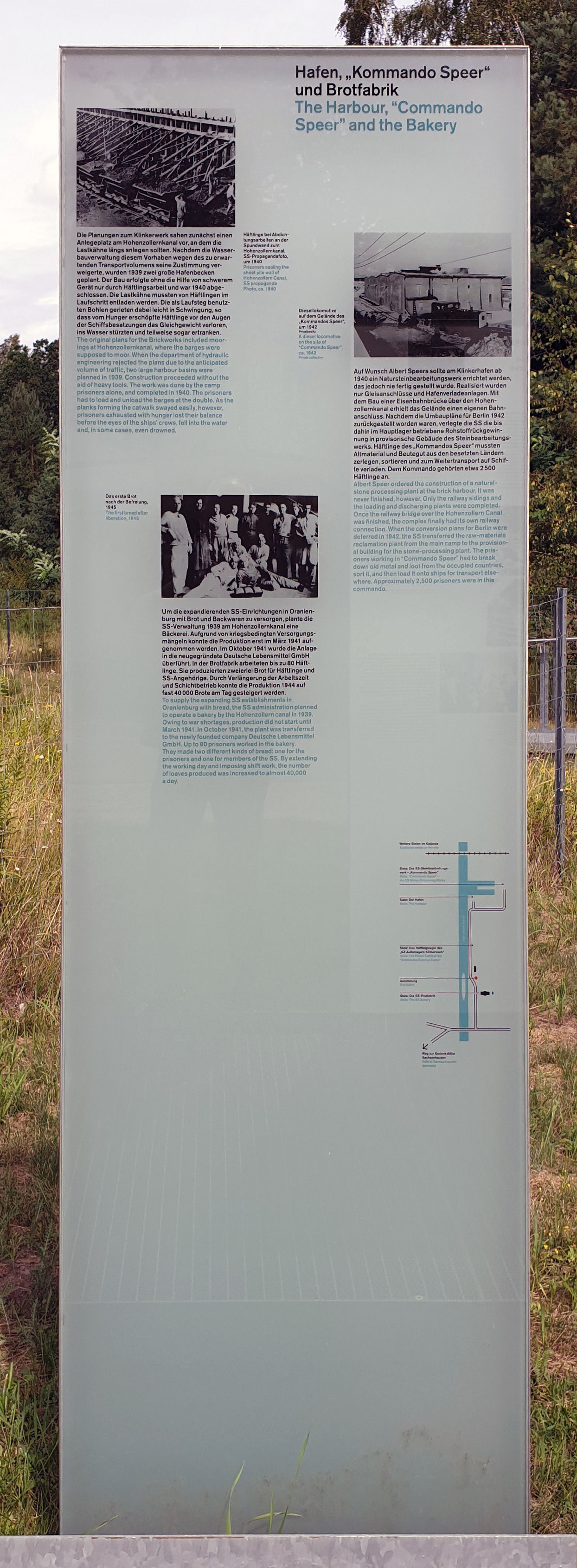
Gedenktafel zu den Klinkerwerken Oranienburg, dem Hafen und der Brotfabrik

Im Juli 1939 war das spätere Gelände der SS-Brotfabrik noch als Waldgebiet ausgewiesen. Das SS-Hauptamt bemühte sich darum, beim Forstamt Sachsenhausen und dem Regierungsforstamt in Potsdam die Fläche ankaufen und nutzen zu können. Es gab den Wunsch des Reichsführers SS, die Bäckerei bis 1. November 1939 auf diesem Gelände betriebsbereit zu haben. Dafür sollte ein sofortiger Kahlschlag erfolgen. Als Kapazität waren 100.000 Brote täglich geplant. Eine Abschlagszahlung von 10.000 RM wurde entrichtet, um direkt mit dem Bau beginnen zu können, und die Häftlinge des KZs mussten mit einfachsten Werkzeugen das Fällen der Bäume vornehmen. Die Fertigstellung und der eigentliche Geländekauf verzögerten sich.
Die DAW führte kurz nach ihrer Gründung als erstes Projekt den Bau dieser SS-eigenen Brotfabrik in Oranienburg durch. Die Brotfabrik sollte das Konzentrationslager Sachsenhausen und die in Berlin stationierten Regimenter der SS-Verfügungstruppe, die Leibstandarte-SS „Adolf Hitler“, mit Brot versorgen. Eine Lieferung an die Zivilbevölkerung war nicht vorgesehen.
Die Planung und der Bau dauerte kriegsbedingt fast zwei Jahre, sodass die Produktion erst Ende März 1941 starten konnte. Mitte September 1941 erfolgte die Übertragung der Eigentumsrechte an den neu gegründeten SS-Firmenkomplex Deutsche Lebensmittel GmbH (DLG), der Amtsgruppe W III Ernährungsbetriebe des SS-Wirtschafts-Verwaltungshauptamtes unter Friedrich Rabeneck. Bis 1943 wurden die Zwangsarbeiter noch täglich aus dem Hauptlager Sachsenhausen zur Arbeit in der Brotfabrik und dem benachbarten Klinkerwerk gebracht. Ab 1943 erfolgte die Unterbringung im Klinkerwerk.
Die eingesetzten Häftlinge des „Kommandos Brotfabrik“ wurden für den Einsatz in der Brotfabrik mit sauberer Kleidung ausgestattet und mussten täglich duschen. Das Essen oder Mitnahme von Brot war strengstens untersagt.
Der Kaufvertrag des Geländes wurde erst Ende April 1943 beurkundet. Ab 1944 wurden auch andere Konzentrationslager mit Brot beliefert.
Mit Kriegsende fiel das Gelände zur medizinischen Versorgung der ehemaligen Häftlinge erst an die sowjetische Armee. Dabei wurden die Maschinen und Backöfen durch die Russen demontiert. Erst im Mai 1946 konnte der Backbetrieb durch die Konsumgenossenschaft Niederbarnim wieder aufgenommen werden. Es erfolgten Umbauten und ab 1948 der Betrieb als Konsum-Backwarenkombinat Potsdam, Betrieb Oranienburg. 1991 erfolgte die endgültige Abwicklung des Betriebs, und der Leerstand folgte.
2005 veröffentlichte der Bäcker Wilhelm Nagel (* 1922) seine Biographie mit dem Namen Kriechen hab ich nie gelernt. Darin berichtet er, wie er als Häftling aufgrund Wehrkraftzersetzung in der Brotfabrik Zwangsarbeit, ab 1944 als Verantwortlicher für den Brotraum, verrichten musste.
Nach der Wiedervereinigung brannte es mehrfach auf dem Gelände, wodurch Teile des Geländes zerstört wurden. Die einsturzgefährdeten Gebäude sind aktuell (Stand 2020) ungenutzt und verfallen. Grund und Boden stehen unter der Obhut des Bundesvermögensamtes und der Unteren Denkmalschutzbehörde des Landkreises Oberhavel.

## Gebäude und Personal
Neben dem Bäckereigebäude, in welchem der Betriebsleiter, seine Frau und ein Häftling als Diener wohnten, existierten noch behelfsmäßige Wohnbaracken, welche den Bäckermeistern und Zivilarbeitern als Quartier dienten. Alle dort einquartierten Personen besaßen SS-Ränge. Bis zu 80 Häftlinge wurden in der Brotfabrik eingesetzt.
Die Leitung hatte der SS-Untersturmführer und Bäckermeister Wilhelm Meißner inne. Dieser war gleichzeitig auch Inspekteur der SS-Brotfabriken. Eine weitere SS-Brotfabrik gab es auch in Dachau.
Die Gebäude stehen ebenso wie die Teile des Klinkerwerks seit 1996 unter Denkmalschutz.

## Produktion
Das Bäckereigebäude verfügte u. a. über einen Mehllift, Brema Universal-Kettenöfen über zwei Geschosse und sogenannte Ausziehöfen. Zusätzlich gab es einen Brotraum. Die Beschickung erfolgte durch zwei Häftlinge und einen SS-Mann.
Am Standort gab es 1943/44 zeitweise die Produktionserprobung für das „Dauerbrot/Konservenbrot“.
1942 wurde die Brotproduktion ausgedehnt. Dies erfolgte durch Ausdehnung der Betriebszeiten und durch volle Ausnutzung der beiden Auszugöfen. In der achtstündigen Betriebsdauer wurde der Ausstoß von 10.000 Broten am Tag bis 1944 auf knapp das Dreifache gesteigert. Das Aufstellen von Feldbacköfen half bei der Steigerung des Brotausstoßes.